# Shlosha Yamim Veyeled
Shlosha Yamim Veyeled è un film del 1967 diretto da Uri Zohar.
Fu presentato in concorso al 20º Festival di Cannes, dove Oded Kotler vinse il premio per la miglior interpretazione maschile.

## Riconoscimenti
- 1967 - Festival di Cannes
  - Prix d'interprétation masculine a (Oded Kotler)